# Aemilian Hafner

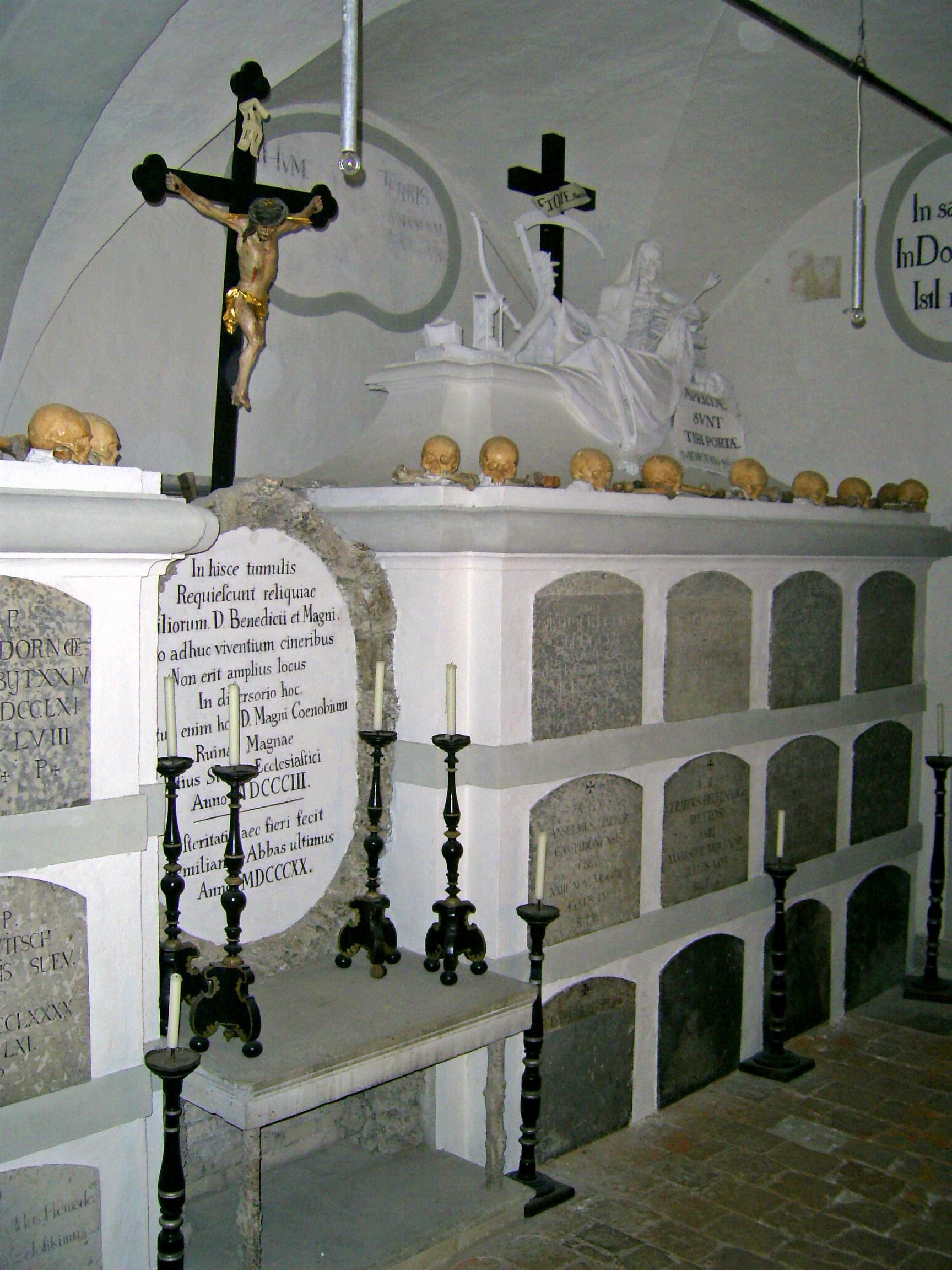
Die von Hafner erneuerte Gruft und Gedenktafel von 1820 mit der lateinischen Inschrift: In hisce tumulis requiescunt reliquiae filiorum div. Benedicti et Magni. Pro adhuc viventium cineribus non erit amplius locus in diversorio hoc; patuit enim hoc D. Magni coenobium ruinae magnae totius status ecclesiastici anno MDCCCIII. – Posteritati haec fieri fecit Aemilianus abbas ultimus MDCCCXX („In diesen Grabstellen ruhen die Überreste der Söhne der heiligen Benedikt und Magnus. Für die Überreste der noch Lebenden wird kein weiterer Platz in dieser Herberge sein; denn dieses Kloster des hl. Magnus unterlag dem großen Ruin des ganzen Kirchenwesens im Jahr 1803. – Für die Nachwelt ließ dieses anfertigen Ämilian, letzter Abt, 1820“).

Aemilian Hafner oder Ämilian Hafner (* 25. Dezember 1739 in Reutte, Tirol; † 19. Mai 1823 ebenda) war ein Benediktiner und der letzte Abt des Klosters St. Mang in Füssen.

## Leben

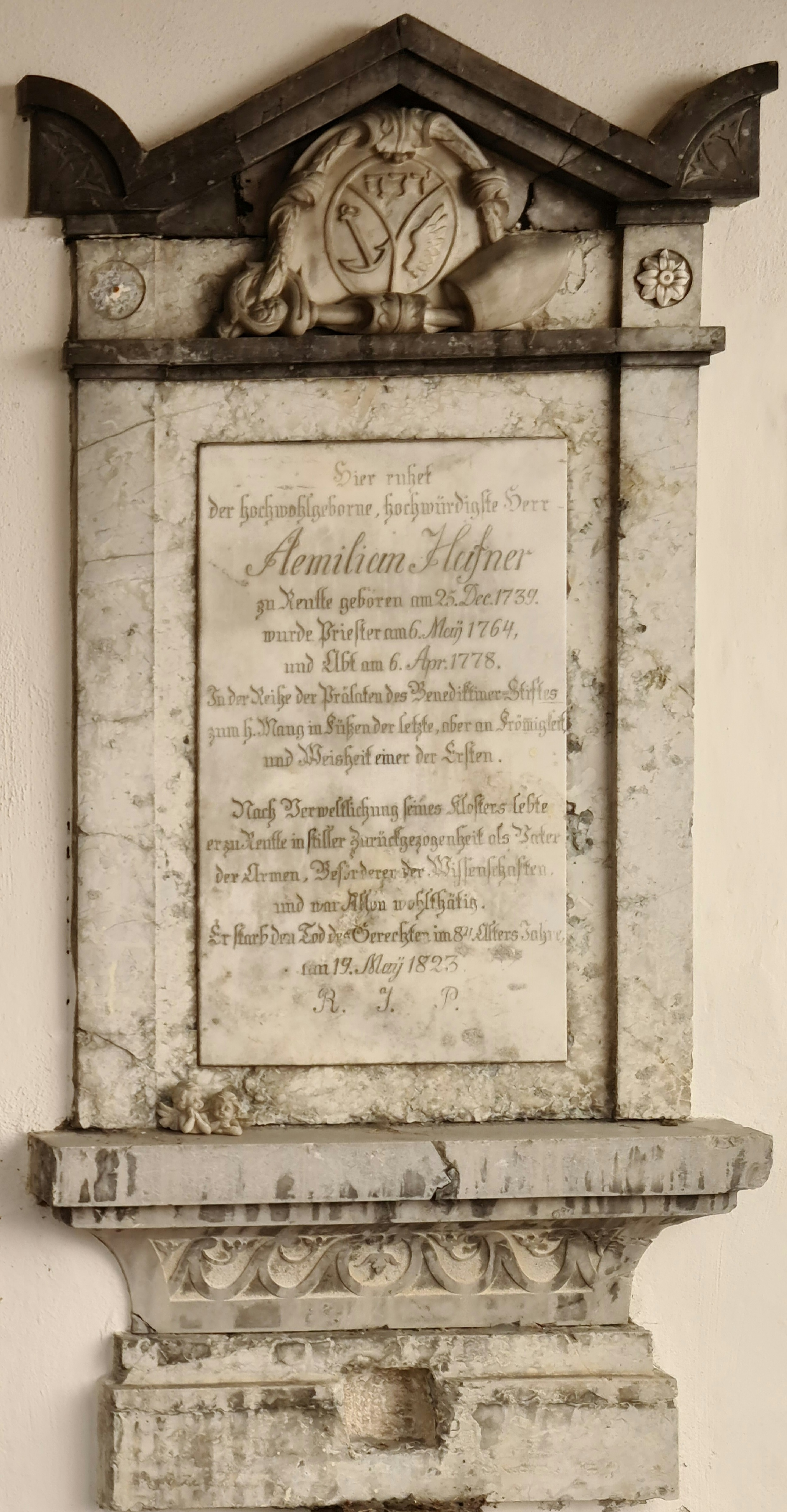
Grabmal von Aemilian Hafner auf dem Friedhof Breitenwang

### Familie
Hafner war Sohn des Lehrers Johann Georg Hafner. Sein jüngerer Bruder Alphons Hafner (1742–1807) war der letzte Abt des Benediktinerklosters Ettal, seine Schwester Hildegardis (1759–1840) die letzte Äbtissin des Zisterzienserinnenklosters Maria Hof. Der jüngere Bruder Josef, ebenfalls Ämilian mit Klosternamen (1756–1847), war zunächst im Benediktinerkloster St. Gallen und wurde später erster Generalvikar des Bistums St. Gallen.

### Ausbildung, Wirken
Hafner absolvierte das von den Jesuiten geführte Gymnasium Hall in Tirol. Er trat danach in das Kloster St. Mang in Füssen ein und legte dort am 30. November 1758 die Ordensgelübde ab. Seine Priesterweihe empfing er am 16. Mai 1764. Im Kloster war er zunächst Küchen- und Kellermeister, anschließend wurde er Kustos, Novizenmeister und später Prior.
Hafner wurde am 6. April 1778 zum Abt des Klosters St. Mang gewählt. Er war außerdem Präses der augsburgischen Benediktinerkongregation. Dort machte er sich um die Bildung der Jugend verdient und gründete 1790 ein Gymnasium im Kloster, zu dessen Direktor er Joseph Maria Helmschrott machte. Auch um die Hebung der akademischen Bildung der Konventualen im Kloster bemühte er sich. In seine Amtszeit fiel außerdem der Besuch des Papstes Pius VI. 1782. Am 14. Januar 1803 wurde sein Kloster im Rahmen der Säkularisation aufgehoben, dabei verlor er auch seine wertvolle Münzsammlung an das Haus Oettingen-Wallerstein.
Hafner zog 1805 nach Reutte zurück. Dort wurde er als Seelsorger und Wohltäter für die Armen bekannt. Auch machte er diverse Zuwendungen an die St.-Mang-Pfarre in Füssen und an die Pfarrkirche Breitenwang. In Breitenwang wurde er beigesetzt.
Hafner ließ 1820 auf seine Kosten die Mönchsgruft in der ehemaligen Abteikirche St. Mang in Füssen erneuern und dort eine Gedenktafel anbringen. Außerdem ließ er zwei Wände der Krypta mit den Namen und Amtsjahren aller 59 Äbte seit dem hl. Magnus gestalten, mit seinem eigenen Namen als letztem (adhuc inter vivos anno MDCCCXX – „noch unter den Lebenden im Jahr 1820“).